# Váradi János (humorista)
Váradi János (Nyíregyháza, 1982. május 10.) humorista, forgatókönyvíró.
2006 január 18-án a Klebelsberg Művelődési Központ által szervezett humorista versenyen a Maksa Zoltán, Litkai Gergely és Sinkó Péter alkotta zsűri döntése alapján az előadói kategóriában első helyezést ért el, majd ugyanebben az évben a Magyar Rádió Humorfesztiválján a középdöntőbe jutott.
Többször szerepelt a Magyar Rádió Kabaréklub műsoraiban, 2009 és 2010 között pedig a Mikroszkóp Színpad Szójjá be! Társulatának tagja volt.
Szerepelt a Magyar Televízió Mondom a magamét című tehetségkutató műsorában, ahol Galla Miklós, Nagy Bandó András és Csapó Gábor zsűrizése alapján a döntőbe került.

## Szereplései
- Magyar Televízió - Mondom a magamét
- Mikroszkóp Színpad – Szójjá be!
- Magyar Rádió - Kabaréklub
- Mindenkinek jár az unalom

## Eredmények
- Mondom a magamét (MTV) (2009) Döntő
- (Magyar Rádió Humorfesztivál) (2006) középdöntő
- Klebelsberg Művelődési Központ Humorista verseny (2006) I. díj